# (36662) 2000 QT208
2000 QT208 (asteroide 36662) é um asteroide da cintura principal. Possui uma excentricidade de 0.10972900 e uma inclinação de 3.43818º.
Este asteroide foi descoberto no dia 31 de agosto de 2000 por LINEAR em Socorro.